# Armadillidium omblae
Armadillidium omblae är en kräftdjursart som beskrevs av Karl Wilhelm Verhoeff 1900. Armadillidium omblae ingår i släktet Armadillidium och familjen klotgråsuggor. Inga underarter finns listade i Catalogue of Life.